# يغائيل يادين
ولد يغائيل يادين (יגאל ידין) عام 1917 في القدس.
• الرئيس الثاني لهيئة الأركان العامة للجيش الصهيوني.
• انضم إلى الهاغاناه وترقى في الدرجات إلى أن أصبح رئيساً لقسم العمليات الحربية بين 1943 و1945، وعين في نهاية 1947 قائداً للعمليات القطرية في الهاغاناه.
• شارك في محادثات الهدنة في رودس ولوزان، وتولى رئاسة الأركان العامة بين 1949 و1952 ووضع أُسس خدمة الاحتياط في الجيش الصهيوني.
• أعلن عن إنهاء خدمته في الجيش في أعقاب تنفيذ سلسلة من التقليصات في ميزانية الجيش فاتجه نحو دراسة الآثار في الجامعة العبرية، ونال منها لقب الدكتوراه وأصبح محاضرا في مجاله العلمي.
• عين في 1967 مستشاراً للأمن في حكومة ليفي اشكول، وكان عضواً في لجنة اغرانات في أعقاب حرب أكتوبر العام 1973.
• قام بتأسيس الحركة الديمقراطية والتي تحولت إلى حزب داش دخل للحياة السياسية ثم أعلن عن اعتزاله العمل السياسي وعودته إلى العمل الأكاديمي إلى أن توفى العام 1984 في القدس.

## روابط خارجية
- يغائيل يادين على موقع الموسوعة البريطانية (الإنجليزية)
- يغائيل يادين على موقع مونزينجر (الألمانية)